# José Guillermo Cortines
José Guillermo Cortines (Santo Domingo, Dominikai Köztársaság 1973. december 5. –) dominikai énekes, színész és rendező.

## Élete
1973. december 5-én született Santo Domingóban. Szülei José Rafael Cortines Cajarvilles és María Evelina Domínguez. Két testvére van, Evelyn de Lourdes és José Ramón. 2007-ben feleségül vette a dominikai színésznőt, Dominique Bonnelly-t.
1996-ban az Universidad Nacional Pedro Henríquez Ureña-n szerezte meg diplomáját. 
Művészi karrierjét az 1980-as években kezdte gitárosként. Helyi zenekarokban játszott.
1995-ben a Mango TV-nél kezdett el dolgozni. Műsorvezető, producer és író is volt.
1997-ben kezdett el színházakban is dolgozni. Olyan musicalekben játszhatott, mint a Szombat esti láz, a Muzsika hangja, vagy éppen a Grease.
2004-ben jelent meg első stúdióalbuma Una Razón címmel.
2006-ban a Trópico című telenovella forgatásakor ismerte meg Dominique Bonellyt, akit a következő év elején feleségül vett.

## Filmográfia

### Telenovellák, sorozatok, webnovellák
| Év        | Eredeti cím              | Cím               | Szerep                      | Magyar hang                  |
| --------- | ------------------------ | ----------------- | --------------------------- | ---------------------------- |
| 2003      | Paraíso                  |                   |                             |                              |
| 2006      | Trópico                  |                   | Juan Pablo Guzmán           |                              |
| 2008-2009 | El Rostro de Analía      | A bosszú álarca   | Mauricio Montiel            | Bogrogi Attila               |
| 2009-2010 | Más sabe el Diablo       | Ördögi kör        | Osvaldo Guerra              | Bogrogi Attila               |
| 2010      | Sacrificio de mujer      |                   | Marcos Castillo             |                              |
| 2010-2011 | Eva Luna                 | Eva Luna          | Bruno Lombardi              | Pál Tamás                    |
| 2011-2012 | Corazón Apasionado       | Csók és csata     | Marcos Pérez / Martin Vegas | Magyar Bálint / Tokaji Csaba |
| 2012      | Corazón valiente         | Több, mint testőr | Renzo Mancilla              | Maday Gábor                  |
| 2012-2013 | El rostro de la venganza | Utolsó vérig      | Alex Maldonado              | Sótonyi Gábor                |
| 2013      | Marido en alquiler       |                   | Máximo Durán                |                              |
| 2015      | Bajo el mismo cielo      |                   | Cristóbal Méndez            |                              |

### Film
| Év   | Eredeti cím               | Cím             | Szerep             |
| ---- | ------------------------- | --------------- | ------------------ |
| 2004 | Negocios son negocios     |                 | Laura vőlegénye    |
| 2005 | Los locos también piensan |                 | Pablo Cardona      |
| 2005 | La fiesta del chivo       | A kecske ünnepe | Octavio de la Maza |

## Fordítás
- Ez a szócikk részben vagy egészben  a   José Guillermo Cortines című spanyol Wikipédia-szócikk fordításán alapul.  Az eredeti cikk szerkesztőit annak laptörténete sorolja fel. Ez a jelzés csupán a megfogalmazás eredetét és a szerzői jogokat jelzi, nem szolgál a cikkben szereplő információk forrásmegjelöléseként.